# Venâncio Mbande
Venâncio Mbande (Mbandeni, distrito de Zavala, na província de Inhambane, 4 de outubro de 1933 – Maputo, 25 de junho de 2015) foi o mais conhecido músico moçambicano de timbila, música tradicional dos chopes.

## Biografia
Aos 18 anos Mbande emigrou para trabalhar nas minas de ouro sul-africanas, só regressando a Moçambique em 1995. Durante esse tempo desenvolveu a sua carreira artística, atuando não só na África do Sul, mas também na Europa e nos Estados Unidos.
Depois de regressar ao seu país gravou um primeiro disco, "Timbila Ta Venâncio", e o seu primeiro CD, " “Timbila Ta Venâncio – Ao vivo no Teatro África” foi gravado só em 2010, no contexto de uma homenagem que lhe foi prestada pela CNCD (Companhia Nacional de Canto e Dança).